# Ana Carolina Reston Macan
Ana Carolina Reston Macan (* 4. Juni 1985 in Jundiaí; † 15. November 2006 in São Paulo) war ein brasilianisches Model.

## Leben
Reston Macan wurde im Alter von 13 Jahren bei einem Schönheitswettbewerb entdeckt, arbeitete als Model für Modefirmen wie Armani und war bei den Modelagenturen Ford, Elite und L’Equipe unter Vertrag. Sie gelangte zu Berühmtheit, als sie im Alter von 21 Jahren an den Folgen ihrer Magersucht in São Paulo starb. Bei einer Körpergröße von 174 cm hatte sie zuletzt 40 Kilogramm gewogen. Dies entspricht einem Body-Mass-Index (BMI) von nur 13,2 kg/m² (Menschen mit einem BMI zwischen 18,5 kg/m² und 24,99 kg/m² gelten gemäß Klassifikation der WHO als normalgewichtig). Am 25. Oktober 2006 war sie wegen einer durch die Essstörung bedingten Niereninsuffizienz in ein Krankenhaus eingeliefert worden. Nachdem ihre Nieren versagt hatten, trat ein allgemeines Organversagen ein, was zum Tod führte.
Macan war das zweite Model innerhalb kurzer Zeit, das an den Folgen der Magersucht starb – im August 2006 brach das 22-jährige uruguayische Model Luisel Ramos während einer Modenschau tot zusammen. Der Streit um die Magergrenze bei Fotomodellen wurde dadurch angeheizt. Im Dezember 2006 verabschiedete Italien eine Vorschrift, nach der an Modeschauen teilnehmende Models mindestens 16 Jahre alt sein und einen BMI von über 18 haben müssen.